# Iridion 3D
Iridion 3D – niemiecka gra komputerowa wyprodukowana przez Shin'en oraz wydana 29 maja 2001 roku przez Interplay.

## Rozgrywka
Akcja gry Iridion 3D rozgrywa się w kosmosie, a gracz wciela się w postać pilota futurystycznego statku kosmicznego.
Gra została podzielona na siedem poziomów, na koniec każdego poziomu gracz musi się zmierzyć z bossem.